# Elisa Giustinianovich
Elisa Amanda Giustinianovich Campos, née le 23 novembre 1984 au Chili, est une universitaire, militante féministe, femme politique chilienne et membre de l'Assemblée constituante.
Elle est élue lors des élections constituantes de 2021, au sein du district no 28, en tant que candidate indépendante et soutenue par une liste locale, et soutenue nationalement par la Liste du peuple.

## Biographie
Elle est titulaire d'un doctorat en génie chimique à l'Université de Concepción. Elle travaille désormais comme chercheuse à l'Université de Magallanes, notamment au sein du Centre d'études sur les ressources énergétiques (CERES), ses travaux de recherches portent sur le biodigesteur, afin de minimiser les dégâts environnementaux causés par les déchets humains.
Lors de sa vie militante, Elisa Giustinianovich est membre d'un collectif féministe à Punta Arenas et d'une plateforme féministe, constituant et plurinationale. Elle est élue lors des élections constituantes de 2021, au sein du district no 28, en tant que candidate indépendante et soutenue par la liste locale « Coordinadora Social de Magallanes », et soutenue nationalement par la Liste du peuple. Elle est élue sur un programme féministe, écologiste et souhaitant un État plurinational.
En juillet 2021, elle est la première personne soutenue par la Liste du peuple à quitter la coalition, initiant l'échec de la liste à former un groupe parlementaire. Le même mois, elle rejoint la commission transitoire sur la participation populaire et l'équité territoriale.
Le 29 juillet 2021, elle est nommée vice-présidente adjointe. Elle reste à cette fonction jusqu'au renouvellement de la présidence le 6 janvier 2022.
Le 27 août 2021, elle est l'une des fondatrices, avec Maria Elisa Quinteros, du groupe parlementaire « Mouvements sociaux constituants », se définissant féministe, écologiste, anticapitaliste et réclamant une souveraineté populaire.
Après l'adoption du règlement de l'Assemblée constituante en octobre 2021, elle rejoint la commission thématique sur la forme de l'État, la décentralisation et la justice territoriale.